# Federalistički blok
Federalistički blok, u povijesti, naziv koji se koristio za stranke koje su se u Prvoj Jugoslaviji protivile beogradskom centralizmu, jugoslavenskom unitarizmu i velikosrpskoj hegemoniji. "Blok" nije nastupao kao trajna koalicija: u konkretnim političkim igrama, često su se stvarali i raskidali politički savezi stranaka koje zastupaju federalističko odnosno unitarističko načelo. Sve stranke federalističkog bloka povremeno su sklapale koalicije s velikosrpskom Narodnom radikalnom strankom.

## Političko djelovanje
Hrvatska seljačka stranka bila je najvažnija zastupnica federalističke koncepcije kroz cijelo vrijeme postojanja monarhističke Jugoslavije. Na parlamentarnim izborima 1920. – 1927. osvaja veliku većinu glasova na području Hrvatske i Slavonije., a od 1923. većinu glasova u Dalmaciji, te većinu glasova Hrvata u Bosni i Hercegovini. Uz nju, u razdoblju "ograničenog parlamentarizma" (do proglašenja Šestosiječanjske diktature 1929.), u federalističkom bloku su manje ("građanske") hrvatske stranke, Jugoslavenska muslimanska organizacija (JMO), Slovenska ljudska stranka (SLS) i Crnogorska stranka (od 1925.). 
Protivnici federalista su velikosrpska Narodna radikalna stranka i unitaristička Demokratska stranka (koja zastupa ideologiju integralnog jugoslavenstva). Međutim, predsjednik demokrata Ljubomir Davidović pokazao je spremost za kompromis pa i koaliciju s federalistima, čemu se žestoko protivio stranački ideolog Svetozar Pribićević. Godine 1924. on sa skupinom pristaša istupa iz DS i osniva Samostalnu demokratsku stranku (SDS). 
Komunistička partija, koja je 1920. legalno sudjelovala na izborima (prije donošenja Obznane), zastupala je tada unitarističku koncepciju. Od 1925. do 1935., slijedeći politiku Kominterne, zagovara raspad Jugoslavije (kao "vještačke versajske tvorevine"), ali samo kao prijelaz prema stvaranju Balkanske federacije. Nakon toga zagovara federalističko rješenje, blisko koncepciji HSS-a (što i ostvaruje 1945.).
Na izborima 1925. radikali i SDS nastupaju kao "Nacionalni blok" za spas države protiv federalista i komunista, uz korištenje metoda državnog terora i izborne prijevare. To im ne donosi uspjeh jer HRSS, JMO i SLS zadržavaju svoje pozicije, a pojavljuju se i federalisti u Crnoj Gori. 
Federalistički se blok međutim raspada koalicijom HSS-a i radikala 1925. – 1927. Nakon što početkom 1927. HSS istupi iz vlade, u vladama 1927. – 1929. će (uz radikale i demokrate) sudjelovati JMO i SLS. Do značajne promjene dolazi u studenom 1927.: Pribićevićeva SDS čini potpuni obrat u svojoj politici, prihvaćajući federalizam i sklapajući koaliciju s HSS-om (Seljačko-demokratska koalicija). Ova se koalicija održala sve do 1941.
Šestosiječanjska diktatura 1929. godine donosi rigidnu centralizaciju države, proklamiranje integralnog jugoslavenstva kao službene državne politike, zabranu rada svih političkih stranaka i svih organizacija na "plemenskom" načelu, te žestoki režimski teror protiv svih političkih protivnika. Demokratska stranka je također žrtva diktature. U njoj dolazi do rascjepa: struja koju predvodi predsjednik stranke Ljubomir Davidović odriče se ideologije jugoslavenskog nacionalizma i približava federalistima (iako će napetosti ostati), priznajući osobito značaj rješavanja "hrvatskog pitanja". 

## Ujedinjena opozicija
Djelovanje radikalnih nacionalnih i ekstremističkih pokreta je kulminiralo atentatom na kralja Aleksandra u Marseilleu 9. listopada 1934. u organizaciji ustaša (u suradnji s makedonskim VMRO). Nakon njegove pogibije, uspostavljen je poludiktatorski režim vlada Bogoljuba Jevtića i Milana Stojadinovića (1934. – 1939.), a Jugoslavija se sve više priklanjala fašističkim zemljama. Pregovori glede konkretnijeg rješenja hrvatskoga pitanja otpočeli su nakon atentata na kralja Aleksandra, ali je nepopustljiva politika prvaka srpske Radikalne stranke Milana Stojadinovića sprječavala svaki učinkovitiji pomak. 
Kada je parlamentarizam obnovljen i raspisani izbori 1935., režimskoj Jugoslavenskoj nacionalnoj stranci suprotstavila se zemaljska oporbena lista Bloka narodnoga sporazuma, poznata kao Ujedinjena opozicija u kojoj su: Seljačko-demokratska koalicija, Jugoslavenska muslimanska organizacija, Davidovićevo krilo Demokratske stranke i jedan dio Zemljoradničke stranke. Nositelj kandidacijske liste je Vladko Maček. Te stranke predstavljale su veliku većinu Hrvata i bosanskih muslimana, kao i velik broj Srba-Prečana i Srba u Srbiji. (Slovenska ljudska stranka nastupila je u okviru režimske liste.). Ujedinjena opozicija je zastupala federalističko preuređenje Kraljevine Jugoslavije.
Vladko Maček je na čelu liste svih oporbenih skupina pa i srbijanskih (Ujedinjena opozicija), ostvario plebiscitarnu potporu u hrvatskim krajevima. Iako je režimskoj listi, pomoću snažnih mjera političkog terora i izbornih prijevara, pripala većina glasova na izborima za Narodnu skupštinu Kraljevine Jugoslavije 1938., duboka politička kriza dovela je 5. veljače 1939. do pada vlade Milana Stojadinovića. Knez Pavle Karađorđević povjerio je sastav nove vlade dotadašnjem ministru Dragiši Cvetkoviću. U svom programskom govoru Cvetković izjavljuje kako vlada treba riješiti i hrvatsko pitanje; to je bilo prvi put da je režim uopće priznao postojanje hrvatskog pitanja. 
Pregovori Mačeka i Cvetkovića započeli su u travnju 1939. U pregovorima su sudjelovali i predstavnici Samostalne demokratske stranke koja je okupljala Srbe Prečane i još od 1927. bila u koaliciji s HSS-om (Seljačko-demokratska koalicija, SDK). Predstavnici oporbenih srbijanskih stranaka s kojima je SDK bila zajednički nastupila na izborima 1935. i 1938., odbili su sudjelovati u pregovorima. Spomenutim sporazumom, uspostavljena je autnomna Banovina Hrvatska, što je ujedno i pobjeda federalističkoga bloka.

## Poveznice
- Hrvatska u Kraljevini Jugoslaviji